# بين هاريس (لاعب دوري الرغبي)
بين هاريس (بالإنجليزية: Ben Harris)‏ هو لاعب دوري الرغبي أسترالي، ولد في 24 سبتمبر 1983 في تاري في أستراليا.